# Swanscombe and Greenhithe
Swanscombe and Greenhithe – civil parish w Anglii, w Kent, w dystrykcie Dartford. W 2011 civil parish liczyła 14128 mieszkańców.